# Kaho Nakayama
Kaho Nakayama (japanisch 中山 可穂 Nakayama Kaho; * 23. Oktober 1998) ist eine japanische Handballspielerin.

## Karriere

### Im Verein
Kaho Nakayama spielte für die japanische Mannschaft Hokkoku Bank. Zur Saison 2024/25 wechselte die Rückraumspielerin zum deutschen Bundesligisten BSV Sachsen Zwickau.

### In Auswahlmannschaften
Mit der japanischen Juniorinnennationalmannschaft belegte sie den 14. Platz bei der U20-Weltmeisterschaft 2018.
Mit der japanischen Nationalmannschaft nahm sie an der Weltmeisterschaft 2021 teil, wo sie den 11. Platz belegten. Bei den Asienmeisterschaften 2022 konnte sie mit Japan die Silber-Medaille gewinnen. Bei der Weltmeisterschaft 2023 belegten sie den 17. Platz. Im Turnier warf sie 20 Tore in 6 Spielen. Bei der Asienmeisterschaft 2024 gewann sie mit Japan den Titel.